# Com a Maldade na Alma
Hush...Hush, Sweet Charlotte (bra/prt: Com a Maldade na Alma) é um filme gótico estadunidense de 1964, dos gêneros terror psicológico, suspense e drama, dirigido por Robert Aldrich, e estrelado por Bette Davis, Olivia de Havilland e Joseph Cotten. O roteiro de Henry Farrell e Lukas Heller foi baseado no conto "What Ever Happened to Cousin Charlotte?", do próprio Farrell.
A trama retrata a história de uma mulher sulista de meia-idade, suspeita do assassinato de seu amante há decadas, que é atormentada por ocorrências bizarras depois de convidar sua prima para ajudar a impedir a iminente demolição de sua mansão pelo governo local. Este foi o quinto e último filme que Davis e de Havilland estrelaram juntas.
Após seu sucesso anterior adaptando o romance de Farrell, "What Ever Happened to Baby Jane?", Aldrich originalmente escalou Davis e Joan Crawford novamente para os papéis principais, apesar da conhecida rivalidade das duas. A fotografia principal começou com Davis no papel de Charlotte e Crawford no papel de Miriam, mas as filmagens foram adiadas quando Crawford desistiu do papel. As gravações só iniciaram novamente depois que de Havilland foi escalada para substituir Joan. O filme obteve uma recepção positiva da crítica especializada, sendo indicado em sete categorias do Oscar.

## Sinopse
Charlotte Hollis (Bette Davis) é uma mulher que vive "presa" em casa por sofrer um trauma no passado, além de não ser bem vista em sua cidade depois que virou suspeita de assassinar seu amante há algumas decadas atrás. Quando o governo decide derrubar sua mansão para construir uma estrada, ela entra em confronto com as autoridades. Como resultado de todos os problemas, Hollis convida sua prima Miriam (Olivia de Havilland) – com quem sente-se segura – para tentar impedir o plano de demolição e se abrigar na mansão durante sua visita. No entanto, mesmo com a presença de Miriam, a saúde mental de Charlotte deteriora-se dia após dia, agravada por estranhas visões e ocorrências bizarras, o que abre portas para a possibilidade de uma nova tragédia.

## Elenco
- Bette Davis como Charlotte Hollis
- Olivia de Havilland como Miriam Deering
- Joseph Cotten como Dr. Drew Bayliss
- Agnes Moorehead como Velma Cruther
- Cecil Kellaway como Harry Willis
- Mary Astor como Jewel Mayhew
- Victor Buono como Big Sam Hollis
- Wesley Addy como Xerife Luke Standish
- William Campbell como Paul Merchand
- Bruce Dern como John Mayhew
- Frank Ferguson como Editor
- George Kennedy como Capataz
- Percy Helton como Agente Funerário
- Carol Delay como Geraldine
- Idell James como Ginny Mae
- Robert Adler como Sr. Howard

## Produção

### Desenvolvimento
Após o inesperado sucesso de bilheteria de "What Ever Happened to Baby Jane?" (1962), Aldrich queria fazer um filme com uma temática semelhante para Joan Crawford e Bette Davis. A rivalidade das duas era infame e lendária, e inicialmente elas não estavam felizes em participar de mais uma produção juntas. O escritor Henry Farrell, em cujo romance o filme foi baseado, escreveu um conto inédito chamado "What Ever Happened to Cousin Charlotte?", que Aldrich viu como uma sequência adequada para a dupla de estrelas. O conto possuía uma história semelhante de uma mulher que manipula uma parenta para usufruição pessoal, mas para este filme, a ideia de Aldrich era que as duas atrizes trocassem os papéis do anterior, com Crawford interpretando a personagem má e desonesta, enquanto Davis interpretaria a mulher inocente. O colaborador frequente de Aldrich, Lukas Heller, escreveu um rascunho do roteiro, mas foi substituído por Farrell no final de 1963, embora algumas partes de sua versão tenham permanecido na versão final.
Três outros membros do elenco de "What Ever Happened to Baby Jane?" foram escalados para o filme: Wesley Addy, Dave Willock e Victor Buono.
O elenco também contou com Mary Astor, uma amiga de Davis desde seus dias na Warner Bros. Astor se aposentou logo depois e morreu em 1987. Sobre sua escalação, ela disse:
"Meu agente ligou: 'Há uma participação especial em um filme com Bette Davis. É um papel e tanto; pode colocá-la lá em cima de novo'. Eu li o roteiro. A cena de abertura descrevia uma cabeça cortada rolando pela escada, e cada página continha mais sangue, histeria e espelhos rachados, e todos sendo horríveis uns com os outros. Eu pulei para minhas poucas páginas – uma velha senhora sentada em sua varanda esperando para morrer. Havia uma pequena chama nela, já que ela era a assassina em sua juventude que começou todos os problemas. E então, na história, ela morreu. Bom! Agora, eu realmente estaria morta! E era com Bette – o que parecia sentimentalmente adequado".

### Filmagens
A fotografia principal do filme começou em meados de 1964, em Baton Rouge, Louisiana. No entanto, durante o início, a filmagem foi temporariamente suspensa por inúmeras ocasiões. Inicialmente, foi interrompida depois que Davis foi processada pela Paramount Pictures por não concluir as gravações adicionais de "Where Love Has Gone" (1964). Quando a situação foi resolvida, as filmagens recomeçaram.
A produção foi adiada novamente para que Crawford se recuperasse completamente depois de ser internada em um hospital por causa de uma doença respiratória, embora Aldrich tenha contratado um investigador particular para rastreá-la e descobrir se a atriz estava realmente doente ou não. Em 4 de agosto de 1964, a produção havia sido suspensa indefinidamente, e a companhia de seguros do estúdio insistiu que Crawford fosse substituída, ou então o filme teria que ser inteiramente cancelado.
Aldrich procurou várias atrizes para substituir Crawford, incluindo Loretta Young e Vivien Leigh, mas nenhuma delas puderam ou quiseram participar do filme. Então, o diretor finalmente procurou Olivia de Havilland e viajou para sua casa na Suíça para tentar convencê-la a aceitar o papel. Olivia concordou e posteriormente voou para Los Angeles para começar a filmar. Em entrevistas mais atuais, de Havilland expressou descontentamento com o filme: "Não fiquei emocionada com o roteiro e definitivamente não gostei do meu papel. Fui escalada ao contrário, sendo solicitada a ser uma vilã antipática. Não era o que as pessoas esperavam de mim. Não era bem o que eu queria fazer. Bette queria muito, e por isso eu fiz. Não posso dizer que me arrependi, porque trabalhar com ela foi especial, mas também não posso dizer que é um filme que tenho orgulho de colocar no meu currículo. Se pudesse escolher, não teria privado Joan Crawford da honra". De acordo com Crawford, ela só soube de sua demissão por meio de um noticiário de rádio. No entanto, apesar de ter sido substituída (e porque uma refilmagem completa planejada com de Havilland na Louisiana havia sido cancelada), uma breve gravação de Crawford está presente no filme – quando ela é vista sentada no táxi em uma tomada ampla da chegada de Miriam à mansão (Crawford pode ser vista observando o local pela janela enquanto usa óculos e roupas escuras).
As cenas externas da mansão Hollis foram gravadas na plantação de Houmas House, na Louisiana; já cenas interiores foram gravadas em um estúdio de Hollywood.

### Trilha sonora
A canção "Hush, Hush, Sweet Charlotte", de Frank de Vol, se tornou um grande sucesso para Patti Page, que gravou uma versão da música e alcançou o oitavo lugar na Billboard Hot 100.

## Recepção

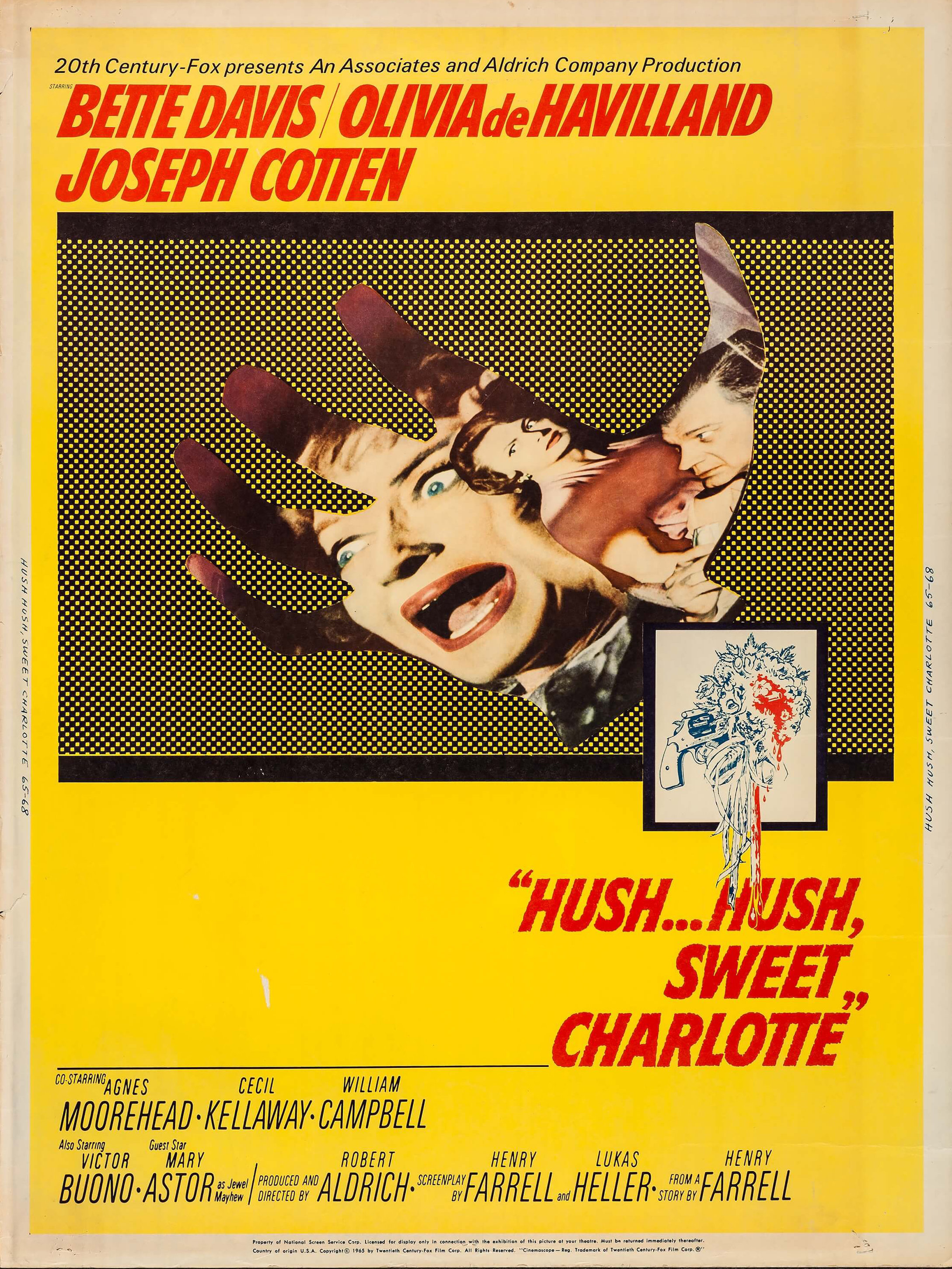
Cartaz promocional alternativo do filme.

"Hush...Hush, Sweet Charlotte" foi outro sucesso de Aldrich, recebendo críticas positivas. No entanto, Bosley Crowther, em sua crítica ao The New York Times, observou: "Tão calculado e friamente formado é o conto de assassinato, caos e engano que o Sr. Aldrich monta nesta mansão que logo parece grosseiramente artificial, propositadamente sádico e brutalmente repugnante. Então, em vez de ser engraçado, como What Ever Happened to Baby Jane?, é horrível, pretensioso, nojento e profundamente irritante".
A revista Variety escreveu: "A interpretação de Davis é uma recordação de Jane em seus tons emocionais e em seu estilo de caracterização da ex-bela sulista quase enlouquecida, auxiliada por uma maquiagem abatida e trajes estranhos. É uma performance extrovertida, e ela a interpreta até o limite. De Havilland, por outro lado, é muito mais contida, mas ainda assim dramaticamente eficaz em seu papel inusitado". Kenneth Tynan afirmou que "[Davis] não fez nada bom desde The Little Foxes". Uma crítica posterior da Time Out observou: "Exagerado, é claro, e não muito, mas é dirigido com eficiência, lindamente filmado e contém sequências assustadoras suficientes em meio à atmosfera taciturna e tensa. Performances esplêndidas de Davis e Moorehead também".
No Rotten Tomatoes, site agregador de críticas, 82% das 28 críticas do filme são positivas, com uma classificação média de 7,3/10.

### Bilheteria
De acordo com os registros da 20th Century-Fox, o filme precisava arrecadar US$ 3.900.000 para superar seus gastos, e acabou arrecadando US$ 4.950.000 mundialmente, o que significa que a produção obteve um lucro de US$ 1.050.000. Na França, o filme vendeu 79.168 ingressos.

## Prêmios e homenagens
Agnes Moorehead ganhou o Globo de Ouro de melhor atriz coadjuvante por sua atuação como Velma, a governanta de Charlotte. O filme recebeu ainda sete indicações (duas a mais que Baby Jane) para a 37.ª edição do Oscar, quebrando o recorde de mais indicações para um filme de terror até então.
| Ano  | Cerimônia     | Categoria                           | Indicado                                                  | Resultado | Ref.          |
| ---- | ------------- | ----------------------------------- | --------------------------------------------------------- | --------- | ------------- |
| 1965 | Edgar         | Melhor filme                        | Henry Farrell & Lukas Heller                              | Venceu    |               |
| 1965 | Globo de Ouro | Melhor atriz coadjuvante            | Agnes Moorehead                                           | Venceu    | [ 20 ]        |
| 1965 | Laurel Awards | Melhor atriz dramática              | Bette Davis                                               | Venceu    |               |
| 1965 | Laurel Awards | Melhor atriz coadjuvante            | Agnes Moorehead                                           | Indicada  |               |
| 1965 | Laurel Awards | Melhor música                       | Frank De Vol & Mack David ("Hush, Hush, Sweet Charlotte") | Indicado  |               |
| 1965 | Oscar         | Melhor atriz coadjuvante            | Agnes Moorehead                                           | Indicada  | [ 21 ] [ 22 ] |
| 1965 | Oscar         | Melhor direção de arte              | William Glasgow & Raphaël Bretton                         | Indicado  | [ 21 ] [ 22 ] |
| 1965 | Oscar         | Melhor fotografia em preto e branco | Joseph Biroc                                              | Indicado  | [ 21 ] [ 22 ] |
| 1965 | Oscar         | Melhor figurino                     | Norma Koch                                                | Indicada  | [ 21 ] [ 22 ] |
| 1965 | Oscar         | Melhor montagem                     | Michael Luciano                                           | Indicado  | [ 21 ] [ 22 ] |
| 1965 | Oscar         | Melhor trilha sonora original       | Frank De Vol                                              | Indicado  | [ 21 ] [ 22 ] |
| 1965 | Oscar         | Melhor canção original              | Frank De Vol & Mack David ("Hush, Hush, Sweet Charlotte") | Indicado  | [ 21 ] [ 22 ] |

## Mídia doméstica
Em 9 de agosto de 2005, o filme foi lançado pela primeira vez em DVD. Foi relançado em 8 de abril de 2008, como parte de uma coleção de 5 DVDs "The Bette Davis Centenary Celebration Collection", lançado como forma de celebração pelo centenário de Davis. Em 17 de outubro de 2016, foi lançado em Blu-ray de alta definição nos Estados Unidos, pela Twilight Time, como uma edição limitada de 3.000 cópias. Em 21 de janeiro de 2019, no Reino Unido, a Eureka Entertainment lançou outra edição Blu-ray do filme como parte de sua coleção "Masters of Cinema".